# Perithemis capixaba
Perithemis capixaba là loài chuồn chuồn trong họ Libellulidae. Loài này được Costa, De Souza & Muzón mô tả khoa học đầu tiên năm 2006.